# غوردون م. جونسون
غوردون م. جونسون (بالإنجليزية: Gordon M. Johnson)‏ (ولد في 16 ديسمبر 1949 في نيويورك، نيويورك، الولايات المتحدة) سياسي ديمقراطي أمريكي يشغل حاليا عضوية المقاطعة السابعة والثلاثين في الجمعية العامة لولاية نيوجيرسي منذ عام 2002.
عمل في احتياطي جيش الولايات المتحدة برتبة رائد وشارك في عملية عاصفة الصحراء في عامي 1990 و1991 وعملية العملية المشتركة في البوسنة والهرسك في عام 1996.